# Du crépitement sous les néons
Pour plus de détails, voir Fiche technique et Distribution.
Du crépitement sous les néons est un film français réalisé par Fabrice Garçon et Kévin Ossona, sorti en 2022.

## Synopsis
Yann, sous contrôle judiciaire, doit convoyer Dara, une jeune nigériane, jusqu'en Espagne, ce qui lui permettra d'effacer sa dette auprès d'un réseau criminel.

## Fiche technique
- Titre : Du crépitement sous les néons
- Réalisation : Fabrice Garçon et Kévin Ossona (FGKO)
- Scénario : Fabrice Garçon, Kévin Ossona (FGKO) et Shérazade Khalladi d'après le roman du même nom de Rémy Lasource[1]
- Musique : Saycet
- Photographie : Fabio Caldironi
- Montage : Jean-Christophe Bouzy
- Production : Yves Darondeau, Frédéric Fiore, David Meadeb, Emmanuel Priou et Clément Renouvin
- Société de production : Bonne Pioche, Logical Pictures, LIP Productions, Canal+et Ciné+
- Société de distribution : The Jokers (France)
- Pays :  France
- Genre : Thriller
- Durée : 98 minutes
- Dates de sortie : 
  -  France : 16 novembre 2022

## Distribution
- Jérémie Laheurte : Yann
- Tracy Gotoas : Dara
- Idir Azougli : Saïd
- Bosh : Sumaï
- Marlise Bété : Mama
- Anton Yakovlev : Fedor
- Abel Jafri : Mohand
- Nacho Fresnada : Xavi
- Jo Prestia : Adur
- Fulgence Mvemba : Gahiji
- Chloé Mons : Cathy
- Meriem Serbah : Awatif
- Achraf Faouzi : le chef de la police
- Gilles Janeyrand : Dr. Mignot
- Izya Bechekir : Dounia
- Grégory Kristoforoff : Liviu
- Sylvain Chiavaccini : l'agent de police

## Accueil
Véronique Cauhapé pour Le Monde estime que le film « a le mérite d’installer très vite, par le feu de l'action et le réalisme qui l'accompagnent, une atmosphère épaisse, fébrile, suant le danger ». Pour Jérémie Couston de Télérama, « La raideur des ellipses et le jeu parfois approximatif d'acteurs débutants trahissent la précarité et l'urgence du tournage, notamment dans les scènes de groupe. Mais les moments plus intimes sont réussis et l’ensemble tient la route ».